# Hans-Christian Schack
Hans-Christian Schack (* 2. April 1942 in Rastede; † 14. Januar 2012) war ein deutscher Politiker (SPD).

## Ausbildung und Beruf
Nach der Schule machte Schack eine Lehre als Starkstromelektriker. Anschließend war er als Schiffselektriker in Hamburg und für acht Jahre als Bordelektriker auf Großer Fahrt tätig. Nach der Prüfung zum Elektromeister war er seit 1969 Ausbilder im Berufsförderungswerk zur beruflichen Wiedereingliederung Unfallverletzter und Berufskrankheitsversehrter.

## Politik
Seit 1971 war Schack Mitglied der SPD. Von 1976 bis 2001 war er Ratsherr der Gemeinde Ganderkesee, darunter von 1981 bis 1986 als stellvertretender Bürgermeister und von 1986 bis 1996 als Bürgermeister. Zudem gehörte er von 1974 bis 1986 dem Kreistag des Landkreises Oldenburg an.
Zwischen 1986 und 2003 war Schack Mitglied des Niedersächsischen Landtags. Am 9. November 2005 zog er als Ersatz für den ausgeschiedenen Thomas Oppermann erneut in den Landtag ein und gehörte diesem bis Januar 2008 an. Bereits Ende 2006 hat Schack erklärt, nicht erneut für den Landtag zu kandidieren.
Neben seiner Parteizugehörigkeit war Schack Mitglied der Arbeiterwohlfahrt und des Technischen Hilfswerks. Außerdem war er im Vorstand des Vereins Krankenhaus Stenum e.V. und später als Aufsichtsratsvorsitzender der Fachklinik für Orthopädie Stenum tätig.
Er hinterlässt seine Frau und zwei Kinder.